# Offline (album Jacka Jędrzejaka)
Offline – drugi solowy album Jacka „Dżej Dżeja” Jędrzejaka, lidera zespołów Big Cyc i Czarno-Czarni, wydany w 2024 przez Rock Revolution. 
Muzyka i teksty są w całości autorstwa Dżej Dżeja, z wyjątkiem tekstu do utworu Dzień Świstaka, którego współautorem jest Paweł Swiernalis. Wykonawcę wspierają wokaliści Paweł Swiernalis i Łukasz Żurkowski oraz saksofonista Paweł Pełczyński (De Mono) i trębacz Norbert Wardawy. Producentem albumu i wykonawcą większości muzyki jest Robert Cichy. Autorem okładki jest Michał Kwiatkowski.

Nasze życie zdefiniowane jest przez świat cyfrowy, ale należy pamiętać że media społecznościowe to nie jest realny świat. Musimy wykreować sobie przestrzeń żebyśmy mogli oddychać, odpoczywać, pobyć sami z sobą. Wyłącz internet, wyłącz telefon, spójrz na zegarek i spójrz pozytywnie.

## Lista utworów
1. Budda
2. Offline
3. Strach
4. To ja
5. Surfing 1963 (feat. Łukasz Żurkowski)
6. Bielizna
7. Demony nie śpią
8. Lucky day
9. Zniknę
10. Przeziębione serca
11. Dzień świstaka (feat. Paweł Swiernalis)

Źródło: Oficjalna strona Big Cyc

## Twórcy
- Jacek Jędrzejak – wokal,
- Robert Cichy – realizacja nagrań, gitary
- Łukasz Żurkowski – wokal
- Paweł Swiernalis – wokal
- Paweł Pełczyński – saksofon
- Norbert Wardawy – trąbka